# Afropipistrellus
Afropipistrellus – rodzaj ssaków z podrodziny mroczków (Vespertilioninae) w obrębie rodziny mroczkowatych (Vespertilionidae).

## Zasięg występowania
Rodzaj obejmuje gatunki występujące w Afryce.

## Morfologia
Długość ciała (bez ogona) 43–56 mm, długość ogona 25–37 mm, długość ucha 8–13 mm, długość tylnej stopy 5,8–10 mm, długość przedramienia 28–38 mm; masa ciała 4–12 g.

## Systematyka
Rodzaj zdefiniował w 2007 roku międzynarodowy zespół zoologów (Kanadyjczyk Eric Thorn, Niemiec Dieter Kock i Francuz Jaques Cuisin) w artykule zatytułowanym Status afrykańskich nietoperzy Vesperugo grandidieri Dobson 1876 i Vesperugo flavescens Seabra 1900 (Chiroptera, Vespertilionidae) z opisem nowego podrodzaju, opublikowanym w czasopiśmie „Mammalia”. Gatunkiem typowym jest (oryginalne oznaczenie) afrokarlik żółty (A. grandidieri).

### Etymologia
- Afropipistrellus: łac. Afer, Afra ‘afrykański, Afrykanin, z Afryki’, od Africa ‘Afryka’; rodzaj Pipistrellus Kaup, 1829 (karlik)[1].
- Parahypsugo: gr. παρα  para ‘blisko, obok’; rodzaj Hypsugo Kolenati, 1856 (przymroczek)[2]. Gatunek typowy (oryginalne oznaczenie): Parahypsugo happoldorum Hutterer, Decher, Monadjem & J. Astrin, 2019.

### Podział systematyczny
We wcześniejszych ujęciach systematycznych pięć gatunków tworzyło rodzaj Parahypsugo (eisentrauti, crassulus, bellieri, happoldorum i macrocephalus), natomiast szósty gatunek należał do rodzaju Neoromicia (grandidieri). Analizy przeprowadzone w 2020 roku wykazały, że rodzaj Nycticeinops nie jest monofiletyczny bez gatunków z rodzaju Parahypsugo i jednego z rodzaju Neoromicia, dlatego zaproponowano przeniesienie ww. gatunków do Nycticeinops. Jednak w 2024 roku analizy oparte na danych molekularnych i morfologicznych wykazały, że między rodzajami Nycticeinops i Afropipistrellus występuje głęboka rozbieżność w intronach jądrowych, i powinny być one uznane za odrębne taksony.
W takim ujęciu do rodzaju należą następujące gatunki:
| Grafika | Gatunek                        | Autor i rok opisu                              | Nazwa zwyczajowa         | Podgatunki         | Rozmieszczenie geograficzne | Podstawowe wymiary                                            | Status IUCN |
| ------- | ------------------------------ | ---------------------------------------------- | ------------------------ | ------------------ | --- | ------------------------------------------------------------- | ----------- |
|         | Afropipistrellus eisentrauti   | (J. Edwards Hill, 1968)                        | przymroczek dżunglowy    | gatunek monotypowy | endemit Kamerunu: góry Rumpi oraz szczyty Kupe i Nionako; zakres wysokości: 850–2235 m n.p.m. | DC: brak danych DO: 2,9–3,7 cm DP: 3,3–3,6 cm MC: 7–8,3 g     | DD          |
|         | Afropipistrellus crassulus     | (O. Thomas, 1904)                              | przymroczek szerekogłowy | gatunek monotypowy | rozproszone populacje w południowym Kamerunie, południowym Gabonie, południowym Kongu, północno-zachodniej Angoli, Demokratycznej Republice Konga, południowo-zachodnim Sudanie Południowym, zachodniej i południowej Ugandzie oraz zachodniej Kenii; zakres wysokości: 300–1600 m n.p.m. | DC: 4,4–5 cm DO: 2,7–3,1 cm DP: 2,8–3,2 cm MC: 4–7 g          | LC          |
|         | Afropipistrellus bellieri      | (De Vree, 1972)                                |                          | gatunek monotypowy | Afryka Zachodnia w południowo-wschodniej Gwinei, Liberii, południowym Wybrzeżu Kości Słoniowej i południowej Ghanie; zakres wysokości: 70–600 m n.p.m. | DC: 4,7–5,2 cm DO: 2,5–3,2 cm DP: 2,8–3,3 cm MC: 4–8 g        | NE          |
|         | Afropipistrellus happoldorum   | (Hutterer, Decher, Monadjem & J. Astrin, 2019) |                          | gatunek monotypowy | Afryka Zachodnia w południowo-wschodniej Gwinei i północnej Liberii (szczyt Nimba) | DC: około 6,2 cm DO: 2,8–3,7 cm DP: 3,5–3,7 cm MC: 7,3–9,5 g  | NE          |
|         | Afropipistrellus macrocephalus | (Hutterer & Kerbis Peterhans, 2019)            |                          | gatunek monotypowy | Afryka Zachodnia w Rwandzie i wschodnio-środkowej Demokratycznej Republice Konga; zakres wysokości: 1950–2500 m n.p.m. | DC: około 5,3 cm DO: około 3,5 cm DP: 3,7–3,8 cm MC: 9,8–12 g | NE          |
|         | Afropipistrellus grandidieri   | (Dobson, 1876)                                 | afrokarlik żółty         | 2 podgatunki       | Kamerun, Angola, Uganda, Burundi, południowo-wschodnia Kenia, północno-wschodnia Tanzania (wraz z wyspą Zanzibar) oraz Malawi; być może Somalia; zakres wysokości: 120–1635 m n.p.m. | DC: 5,1–5,6 cm DO: 3–3,4 cm DP: 3,3–3,8 cm MC: 7–8 g          | DD          |

Kategorie IUCN:  LC  – gatunek najmniejszej troski,  DD  – gatunki o nieokreślonym stopniu zagrożenia;  NE  – gatunki niepoddane jeszcze ocenie.